# 一発試験
一発試験（いっぱつしけん）とは、主に日本における自動車の運転免許証を取得する際に、各都道府県公安委員会公認の指定自動車教習所あるいは届出自動車教習所に通わず、学科および技能試験を直に運転免許試験場で受講（受験）し、合格後に指定自動車教習所において運転免許取得時講習を受講し、運転免許試験場に申請する、もしくは事前に特定届出自動車教習所で特定教習を受講し技能試験を直に運転免許試験場において受講（受験）することで免許を取得する方法の通称である。
「飛び込み試験」や「飛び入り試験」などとも呼ばれる。いずれも俗称であるが、試験場では「飛び入り試験」と記述されることもある。

## 概要
運転免許証の取得の際、日本では公安委員会指定の自動車教習所で技能教習を受け、卒業検定の合格により卒業証明書を受け、各都道府県の運転免許試験場（免許センター）では卒業証明書の提出により技能試験が免除されて、学科試験のみの合格で運転免許の交付となることが一般的になっている。
これに対し、一発試験は自動車教習所に通うことなく、運転免許試験場（免許センター）において普通自動車第一種免許以上の免許を学科試験および技能試験（実技試験）や限定解除審査を直接受験することで運転免許証を取得する方法を指す。それゆえに、自動車教習所やそれに相当する施設の存在しない国においては、一発試験を受験することが免許取得においての必須条件となる。
試験合格後直ちに免許証が交付されるわけではなく、指定自動車教習所において運転免許取得時講習が義務付けられており、それを受講した後に運転免許試験場に申請することで交付される。また、特定届出自動車教習所において事前に特定教習を受講し、試験に合格した後、免許が交付される。
普通免許未満の下位免許である原付免許や小型特殊免許には、教習に関する規定がなく、取得希望者全員が運転免許試験場にて試験を受けるが、これらの免許は免許試験場での技能試験がもともとなく、学科試験のみで取得できることもあって、ことさらに「一発試験」と呼ばれることは少ない。一部の都道府県の指定自動車教習所では原付講習を受講し、修了証明書を発行してもらい学科試験を受験、合格した後、免許証を交付してもらうこともできる。一方で、大型特殊自動車第二種運転免許や牽引自動車第二種運転免許には指定自動車教習所での教習や技能検定の規定がなく、一発試験に合格しなければ取得できない。
過去には、普通自動車第二種免許・大型自動車第二種免許、及び自動二輪免許の限定解除審査（現在の大型自動二輪免許）も、指定自動車学校での教習規定がなく、教習所では免許が取得できなかったため、これらの免許を取得しようとした場合においても、必然的に一発試験を受験する必要があった。

## 特徴
最大のメリットは、受験回数が少ないほど安価で、自動車教習所に通うことなく運転免許が取得可能であることであり、教習所の教習料金および教習に関わる時間を節約できることである。
しかしながら、運転免許試験場における技能試験（一発試験）は、指定自動車教習所の技能検定（審査・検定）に比較して合格点は同一であるものの採点基準が非常に厳格であるため、合格率はかなり低く難関である。
運転免許試験場では受験都度手数料を支払う必要があり、受験に際し事前予約が必要・受験日時の指定などの理由から、特に教習時限数の少ない種類であればあるほど、少ない受験回数で合格しなければ一発試験のメリットは小さい。一発試験は難易度の高さが有名だが、そもそも教習所であっても運転技術を評価する「みきわめ」に合格するまでは試験を受けることができないので合格率の高さはある意味当然であり、その一方で一発試験は所定の練習をすれば技術の習得状況に関係なく試験を受けられるので、このあたりでも大きな差がある。
自動二輪車免許では、服装から厳しく、半袖半ズボン、スカートは不可で、夏でもヘルメット、プロテクター、長袖長ズボン、手袋着用の他、サンダル、下駄、ハイヒールも不可であるため、ライダーブーツ、ライダーシューズが基本となるが、ない場合は踝が隠れるほどの普通のブーツ、運動靴、スニーカー、革靴、安全靴でも可能である。特に、紐靴で受験する場合は、AT限定に関しては特に問題はないが、MTは右足で後輪ブレーキ、左足でギアチェンジを行わなくてはならないため、紐が絡まる恐れがあり、フロントロックによる転倒を引き起こすこともあるため注意が必要となる（受験することは可能）。手袋もオープンフィンガーグローブは不可とされており、基本的にはライダーグローブとなるが、ない場合は革手袋や軍手でも可能である。試験場によってはヘルメットを貸し出ししているが、持参が基本である。持参するヘルメットも試験場によっては転倒の際の安全のため半キャップは不可とされフルフェイスまたはジェットとなっている所もある（試験場によっては受験生の表情などを確認するためジェットを推奨している所もある。その際、バイザーを挙げるよう指導される試験場もある。）。試験場によってはプロテクターも任意の所と義務の所があり、貸し出しをしている所もあるが持参が基本である。その際、ずれたり外れたりしないように注意が必要である。
そういった条件を満たさない場合、受験は拒否される場合がある。特に大型自動二輪車では試験を受ける前日に事前審査（バイクの引き起こし、試走）も行われており、それに合格しなければやはり受験を拒否される。
大型特殊第二種免許およびけん引第二種免許には、教習に関する規程がないため指定自動車教習所や届出自動車教習所での教習や技能検定は行われていない。従ってこれらの免許を取得する場合は、必ず一発試験を受験し、合格しなければ免許を取得することが出来ない。
都道府県においては大型特殊第二種免許やけん引第二種免許について、一発試験を実施していない都道府県も存在している。免許センターの側でも、受験を予約制にしたり連続試験に制限をつけたり(例えば、二種目以上の試験を同時に受験、申請は不可など)することで、間接的に一発試験の受験に何らかの規制を加えている所もある。

## 試験官
一発試験の技能試験における試験官は、運転免許試験官としての教養(新規指定者680時間再指定者63時間以上の)教育を修了し公安委員会より指定を受けたもので25歳以上かつ巡査部長以上の階級の警察官（多くが白バイ隊員、若しくは、自動車警ら隊員経験者）若しくは、それに相当する警察職員によって行われる。
各都道府県公安委員会公認の自動車教習所の修了検定・卒業検定が、その自動車教習所に勤務している技能検定員にて試験される場合とは異なっている。

## 採点基準
一般試験の採点基準は、警察庁交通局運転免許課が定める「運転免許技能試験に係る採点基準」に基づき、「試験車両への乗車から降車まで」が採点範囲とされ、持ち点100点からの減点方式により採点される。
運転に際して項目ごとに減点されて行き、試験官補助が行われたり、減点超過（不合格が確定）となった段階で発着点へ戻る運用がなされる。
試験後は、不合格の理由説明や、次回の試験で参考すべきところ、合格者でも減点箇所についての講評、今後の運転に関する注意点などのアドバイスが行われる。

## 主な試験課題
運転免許の技能試験には、道路の走行（信号、踏切、横断歩道の通過や、交差点の右左折など）のほかに、いくつかの課題がある。
S字
S字型のコースを通過する課題
クランク
桝形道路を通過する課題
坂道発進
上り坂で一旦停止し、後退することなく発進させる課題
方向変換
四輪車の試験で実施される課題の一つ、車をコースの中で後退させて、元来た方向に出る課題
縦列駐車
四輪車の試験（大特、けん引は除く）で実施される課題の一つ、駐車スペースの中に車を道路と平行に駐車させる課題
鋭角
第二種免許の試験（大特、けん引は除く）で実施される課題の一つ、V字型のコースを通過する課題
後方間隔
中型・大型免許の試験（一種・二種）にて実施される。車を後退させ、後方の障害物との距離が50cm以内になるようにする課題（令和4年5月13日を以て廃止）
隘路
走行線（縁石で代用している試験場もある）から車輪をはみ出さずに走行し、停車させることなく車体の向きを90度変えて、進入範囲（路面に引かれた2本のライン）に車体を収める課題。
路端における停車および発進（場内試験）
中型・大型仮免許の試験にて実施される。車体を道路の左側端に道路と平行に沿わせ、指定された目標物（ポール）を車両の先端に一致させる課題
路端への停車および発進（路上試験　直前合図の停車）
普通免許（一種・二種）の試験にて実施される。試験官が「停車可能な場所で停車してください」という趣旨の合図の後、合理的かつ速やかに車を停車させる課題（普通一種では1回、普通二種では3回実施される。停車できる場所を探して速やかに停車させなければならない）
路端への停車および発進（路上試験　指定場所による停車）
普通・中型・大型二種免許の試験にて実施される。試験官が目標物（電柱や標識など）を設定するので、普通車の場合は左後部のドアの中心、中型車、大型車の場合は左中央のドアの中心に目標物が来るように停車させる課題（普通車は1回、中型・大型車では3回行われる）
転回
普通二種免許の試験にて実施される課題。指定された範囲で車をUターンさせる（ただし交差点や横断歩道、道路外の施設を利用しての転回は禁止されており、道路の幅員内で行わなければならない。方法としては道路の中央によってUターンする方法や、道路の左端に寄って一旦停止してからUターンしてもよい）
波状路
大型二輪の試験で実施される。不等間隔に並んだ障害物の上を5秒以上バランスを保ちながら通過する課題。
一本橋
二輪車の試験で実施される課題の一つ。直線狭路台の上を指示時間超えでバランスを保ちながら通過する課題。
急制動
二輪車の試験で実施される課題の一つ。指示速度超えで設定された制動距離内に素早く停車する課題。
スラローム
二輪車の試験（小型限定を除く）で実施される課題の一つ。制限時間内に4.5m間隔で並んだ5本のパイロンの間を素早く通過する課題。

## 技能試験合格基準
車種・試験別の技能試験合格点数は次の通り。
- 中型仮運転免許・大型仮運転免許:60点以上
- 普通仮運転免許・準中型仮運転免許、第一種免許:70点以上
- 第二種免許:80点以上

受験後、得点が開示される（都道府県によっては、点数を公表しないところもある）。
ただし、得点は常に正しく表示されるわけではなく、一定点以下の場合「〇〇点以下」と表記されることがある。
愛知県平針試験場の場合、55点以下という表記となる。